# Zagajnik (Basse-Silésie)
Pour les articles homonymes, voir Zagajnik.
Zagajnik est une localité polonaise de la gmina de Nowogrodziec, située dans le powiat de Bolesławiec en voïvodie de Basse-Silésie.